# Niwki (gromada w powiecie strzeleckim)
Niwki (do 30 XII 1959 Ligota Dolna) – dawna gromada, czyli najmniejsza jednostka podziału terytorialnego Polskiej Rzeczypospolitej Ludowej w latach 1954–1972.
Gromady, z gromadzkimi radami narodowymi (GRN) jako organami władzy najniższego stopnia na wsi, funkcjonowały od reformy reorganizującej administrację wiejską przeprowadzonej jesienią 1954 do momentu ich zniesienia z dniem 1 stycznia 1973, tym samym wypierając organizację gminną w latach 1954–1972.
Gromadę Niwki z siedzibą GRN w Niwkach utworzono 31 grudnia 1959 w powiecie strzeleckim w woj. opolskim, przenosząc siedzibę GRN gromady Ligota Dolna z Ligoty Dolnej do Niwek i zmieniając nazwę jednostki na gromada Niwki. Dla gromady ustalono 20 członków gromadzkiej rady narodowej.
31 grudnia 1961 do gromady Niwki włączono wieś Kalinów ze zniesionej gromady Szymiszów w tymże powiecie. 
Gromada przetrwała do końca 1972 roku, czyli do kolejnej reformy gminnej.